# BenQ
BenQ Corporation (/ˌbɛnˈkjuː/; tiếng Trung: 明基電通股份有限公司)  là một công ty đa quốc gia của Đài Loan chuyên kinh doanh các sản phẩm công nghệ, đồ điện tử tiêu dùng, máy tính và các thiết bị truyền thông với thương hiệu "BenQ", viết tắt khẩu hiệu của công ty Bringing Enjoyment N Quality to life.